# Maman de bar
Maman de bar (France) ou Tu es bière, et sur cette bière (Québec) (Mommie Beerest) est le 7e épisode de la saison 16 de la série télévisée d'animation Les Simpson.

## Synopsis
Les Simpson célèbrent par un brunch dans un restaurant chic le remboursement de la dette de la famille, et la levée de l'hypothèque sur leur maison. Après une bataille de nourriture entre Bart et Lisa, Homer se sent honteux par la faute de ses enfants, et décide d'aller noyer son chagrin chez Moe. Or, c'est justement le jour que choisit un inspecteur sanitaire pour effectuer une visite chez Moe. Heureusement celui-ci se révèle être un ami d'enfance de Moe, et l'inspection tourne court... jusqu'au moment où l'inspecteur goûte un œuf en bocal de Moe, et meurt sur le coup.
Un autre inspecteur fait alors une visite, et ferme le bar de Moe pour manquement  grave à l'hygiène. Moe est désespéré, il n'a pas l'argent pour se remettre aux normes. Homer ne pouvant se passer de ses journées chez Moe (et ne pouvant aller dans un bar gay où vont les autres anciens habitués) décide de redemander un prêt, en laissant en hypothèque sa maison. Marge le découvre, et décide de prendre l'affaire de Moe en main, malgré les protestations initiales de celui-ci, en transformant sa taverne glauque en pub anglais. L'affaire tourne bien, mais une liaison forte se noue entre Moe et Marge...